# Canigó (poema)
Canigó es un poema épico escrito en catalán por Jacinto Verdaguer en 1886, que constituye uno de los poemas clave de la Renaixença catalana. 

## Descripción

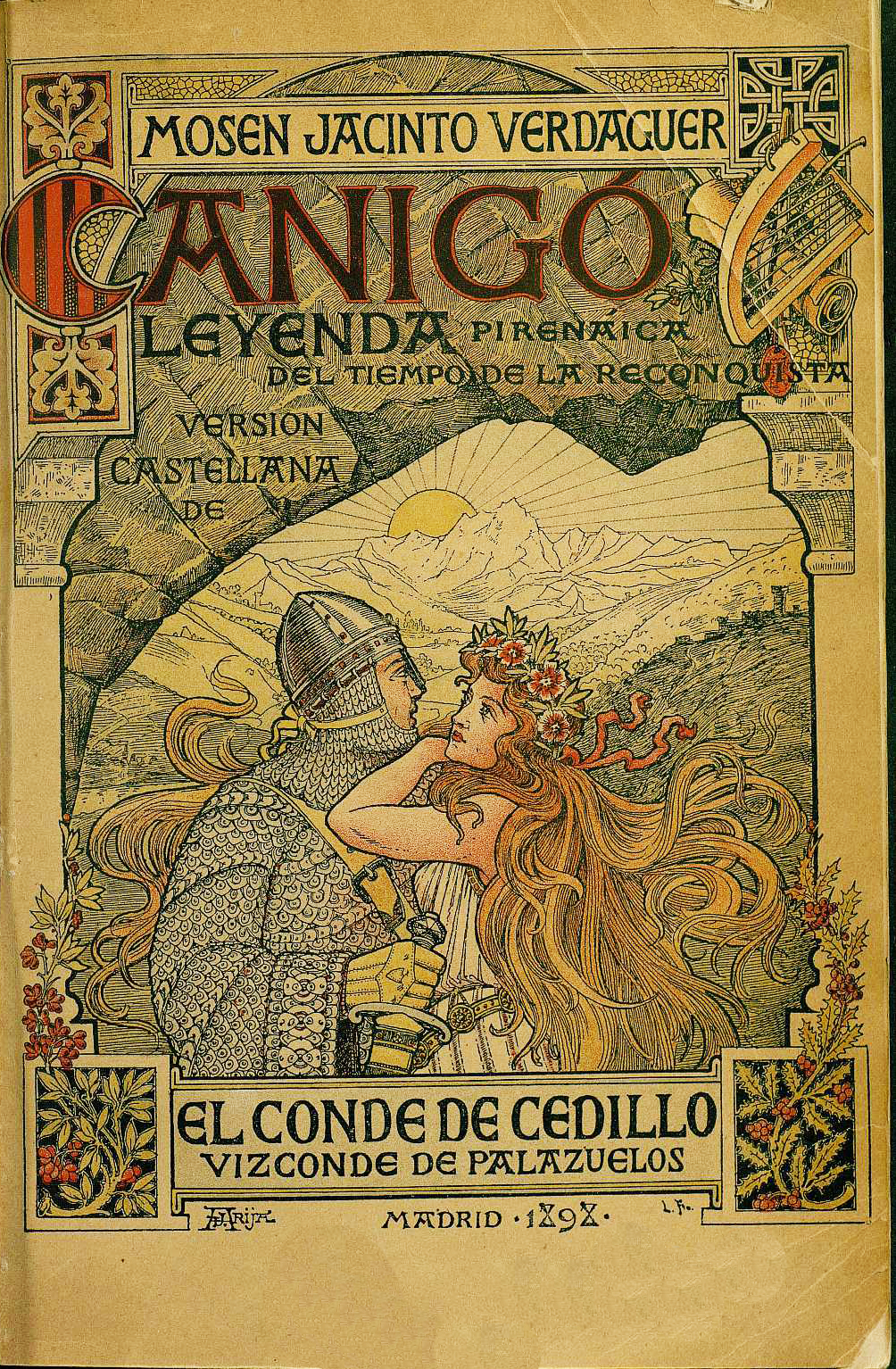
Portada de la edición en castellano (1898, traducida por el conde de Cedillo), obra de Arija.

Este poema (que forma todo un libro) contiene una descripción geográfica de los Pirineos catalanes y la montaña del Canigó, desarrollándose una historia basada en el mito del conde Tallaferro. En la historia aparecen elementos mitológicos situados en la Edad Media, en el siglo XI, época en que los catalanes sufrían invasiones musulmanas. 
La gran diversidad de ritmos produce una deliciosa amenidad al poema. El autor juega mucho con contrastes entre escenas que hablan del tierno y encegador mundo de las hadas y los atroces combates entre los guerreros catalanes y los musulmanes. 
La historia empieza cuando Gentil, hijo del Conde Tallaferro, después de ser armado caballero en la iglesia de San Martín del Canigó, se une al ejército cristiano cuya misión es detener el ataque de los musulmanes. Conoce a Flordeneu, la reina de las hadas. Ella lo seduce y él, enceguecido por ella se olvida de la batalla y la acompaña en un vuelo por los Pirineos en una carroza voladora mientras ella le enseña la cordillera y sus leyendas. 
Guifré, tío del caballero, se da cuenta de que el ejército cristiano está perdiendo y lo atribuye a la deserción de Gentil; lo sorprende cuando está con el hada y, dominado por la ira, mata a su sobrino tirándolo montaña abajo. Finalmente Guifré se arrepiente.

## Versiones
El poema tuvo un gran éxito entre sus lectores, se considera que Canigó representa el momento más pleno de las posibilidades del poeta Verdaguer. Fue traducido al italiano por Maria Licer en 1898. 
Un año después fue traducido al castellano por el conde de Cedillo. El mismo año J. Tolrà de Bordas lo tradujo al francés. En 1910 se hizo una versión teatral de Josep Carner acompañada de la música de Jaime Pahissa. 
En 1934, Antoni Massana utilizó la adaptación de Carner para hacer una ópera que se estrenó en el Gran Teatro del Liceo de Barcelona en 1953.
- Datos: Q2364905
- Multimedia: Canigó (poem) / Q2364905